# Souley Boum
Souleymane Boum (* 26. Januar 1999 in Oakland) ist ein US-amerikanisch-guineischer Basketballspieler.

## Werdegang
Boums Mutter wanderte 1997 aus Guinea in die Vereinigten Staaten aus, um dort zu studieren. Nach seiner Schulzeit an der Oakland Tech High School im US-Bundesstaat Kalifornien spielte Boum nacheinander für drei Hochschulmannschaften: University of San Francisco (2017/18), University of Texas at El Paso (2019 bis 2022) und Xavier University (2022/23).
Der 2023 angestrebte Sprung in die NBA gelang Boum nicht. Er spielte in diesem Jahr für die Sacramento Kings in der NBA-Sommerliga, in der Saison 2023/24 bestritt er in der NBA G-League 14 Einsätze für die Mannschaft Grand Rapids Gold.
Zu Beginn des Spieljahres 2024/25 stand Boum beim polnischen Erstligisten MKS Dąbrowa Górnicza unter Vertrag, erzielte in sieben Ligaspielen im Durchschnitt 24,7 Punkte. Mitte November 2024 nahm er ein Angebot des französischen Erstligisten Limoges CSP an. Für Limoges erzielte er bis zum Ende der Saison 2024/25 in 21 Spielen der Ligue Nationale de Basket im Mittel 10 Punkte. Im Sommer 2025 löste der Verein den noch ein Jahr gültigen Vertrag mit Boum auf.

### Nationalmannschaft
2025 nahm Boum mit Guineas Nationalmannschaft an der Afrikameisterschaft teil.